# Rockwool International
Rockwool International (alternativamente conosciuto come ROCKWOOL Group o ROCKWOOL A/S) è un'azienda danese produttrice di prodotti in lana di roccia.

## Storia
Fondata nel 1909 da Henrik Johan Henriksen e Valdemar Kähler, come compagnia estrattiva, fu solo nel 1937 che cominciò la produzione di materiali isolanti, dedicandosi interamente a questa attività dal 1939. È nota internazionalmente per essere il più antico produttore di lana minerale ancora operante e l'unico a continuare a focalizzarsi su una sola tipologia di materiale isolante, anziché sviluppare altri prodotti complementari (a tutto l'anno 2019).
La compagnia comincia ad essere quotata alla Borsa di Copenaghen nel 1995 entrando nel listino OMX Copenhagen 25. Fino ad allora era sempre rimasta un'azienda famigliare gestita dagli eredi di Valdemar Kähler.
Nel 2023 Rockwool è stata designata dall'Ucraina come "Sponsor internazionale della guerra" per aver venduto prodotti al Ministero della Difesa russo da utilizzare su navi da guerra.

## Presenza
Nel 2020 il gruppo ROCKWOOL è presente in 40 paesi direttamente (con uffici commerciali) ed opera su 51 stabilimenti produtivi. In Italia è presente a Milano con una sede commerciale (ROCKWOOL Italia S.p.A.) dal 1989, mentre, dal 1999 al 2009, ha gestito l'ex stabilimento di  Isolrock Lana di Roccia SpA a Iglesias.
La filiale italiana è associata Anit, F.I.V.R.A., e Anicta (divisione di Confindustria Federvarie).

## Produzione e marchi
Il core business dell'azienda è la produzione di lana di roccia in pannelli, blocchi o rotoli per applicazioni edili. I prodotti, che possono essere "nudi" oppure rivestiti da strati di materiali in funzione di barriere al vapore, freni al vapore o anti-dispersione delle fibre, sono applicati direttamente alle opere edili ed hanno funzione di isolante termico, acustico e protezione passiva al fuoco.
Nel corso degli anni, l'azienda si è anche specializzata nella produzione di altre gamme e sistemi, sempre includenti lana di roccia, al fine di rispondere alle esigenze dei vari mercati diversi da quello edile. Per tali fini sono state create le divisioni e/o marchi:
- ProRox: produzione di prodotti in lana di roccia per l'isolamento di elementi di impianti industriali (il primo prodotto finito dell'azienda fu un materasso trapuntato su rete metallica per l'isolamento di caldaie industriali)[13]
- SeaRox: produzione di prodotti in lana di roccia per l'isolamento in ambito navale
- Conlit: produzione di prodotti in lana di roccia per la protezione passiva al fuoco di elementi strutturali o d'impianto
- Rockfon: produzione di controsoffitti acustici
- Grodan: produzione di lana di roccia per culture idroponiche
- Lapinus fibres: produzione di fibre di lana di roccia per applicazioni particolari in ambito chimico (es. frizione, coatings, ecc.)
- Rockdelta: produzione di solette ferroviarie antivibrazione
- Rockpanel: produzione di lastre finite per facciate ventilate
- Core solutions: produzione di prodotti in lana di roccia per pannelli sandwich e barriere antirumore

Nei paesi asiatici e americani l'azienda commercializza col brand Roxul mentre in Svizzera, a seguito del rilevamento dell'omonima azienda, è conosciuta col nome commerciale di Flumroc.